# プロドライブ

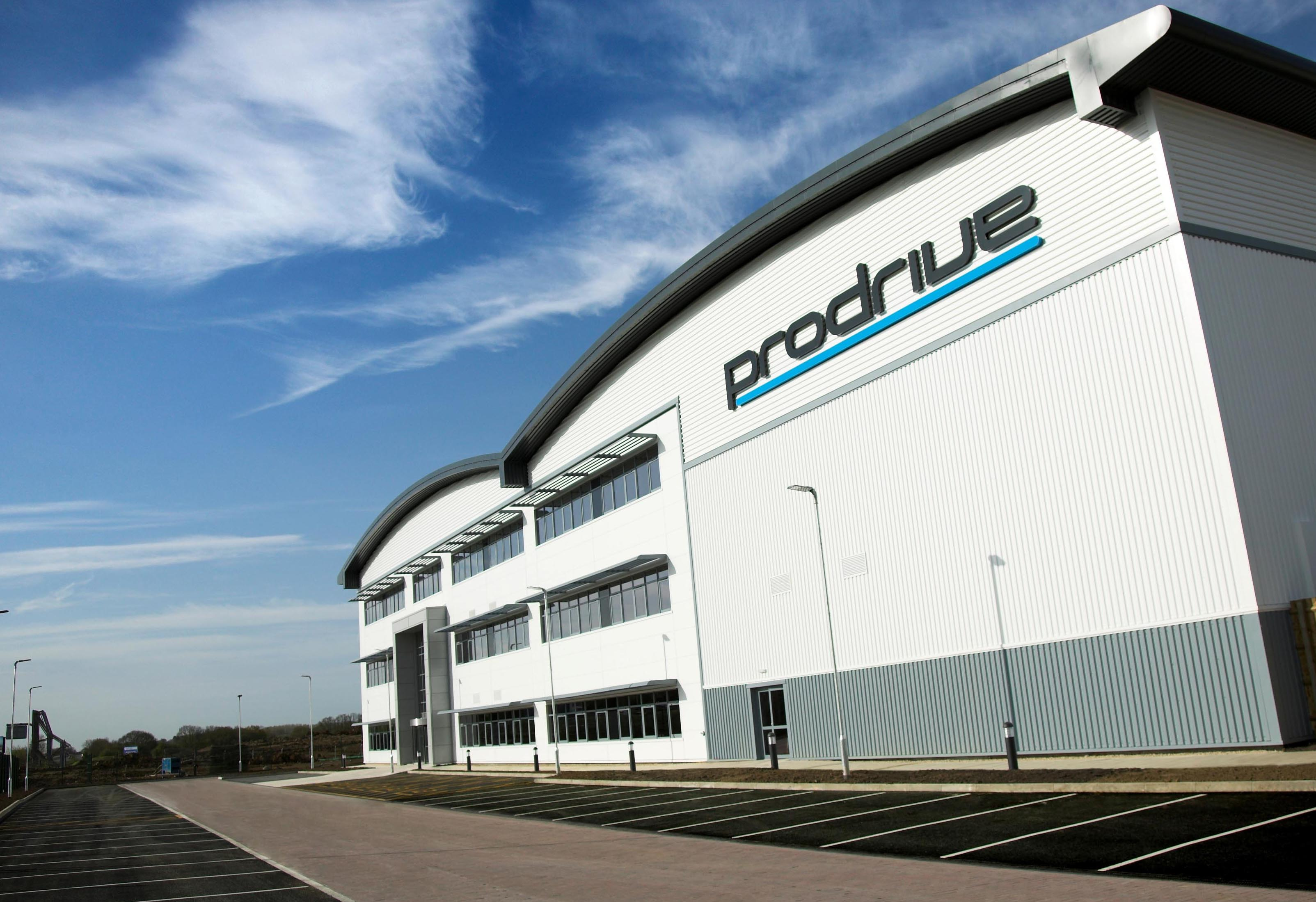
イングランドのバンベリーにあるプロドライブ本社

プロドライブ（Prodrive ）は、イギリスのレーシングカーコンストラクター及びレーシングチーム。創設者及び代表はデイヴィッド・リチャーズ。

## 概要

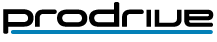
会社ロゴ

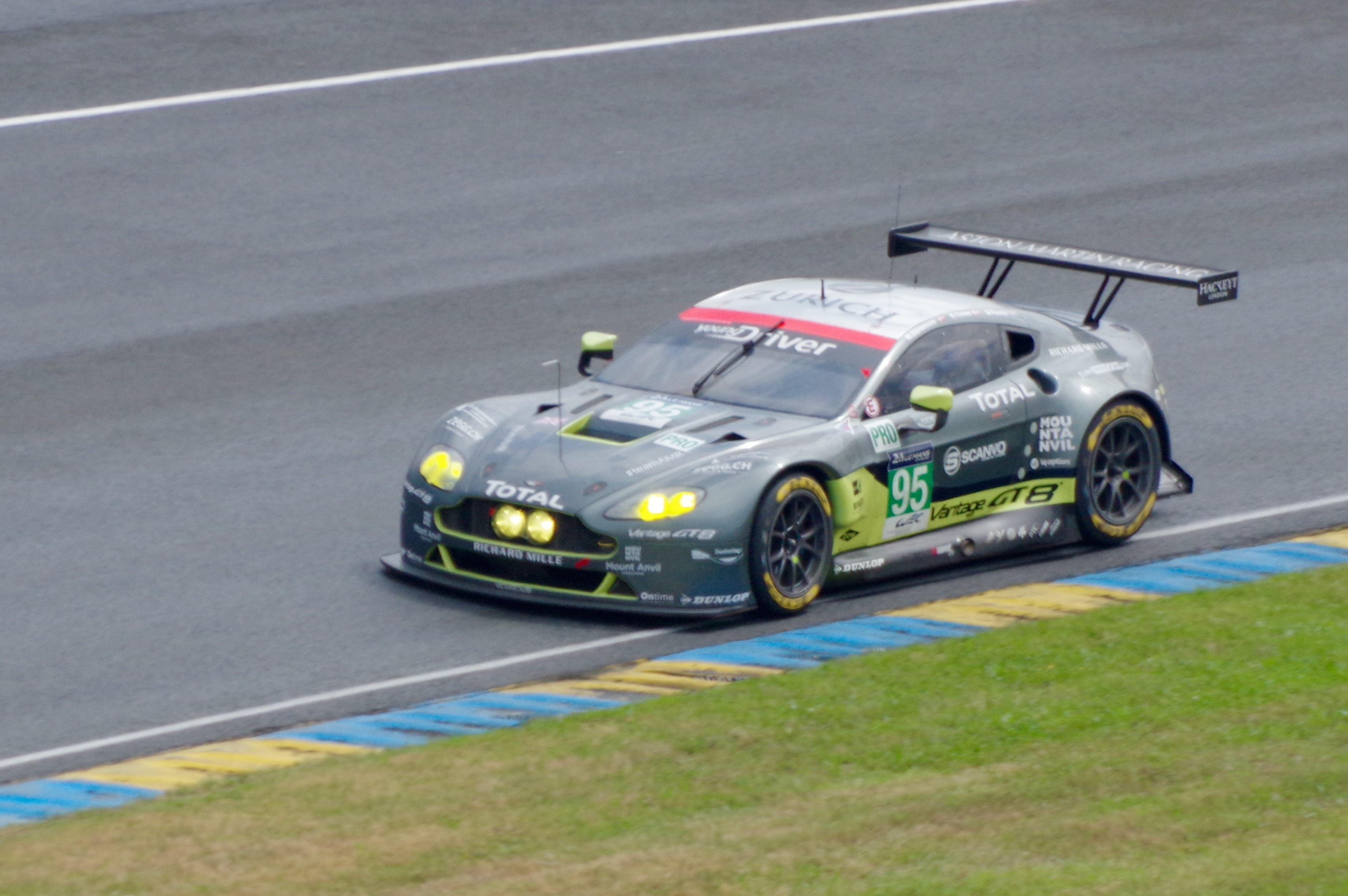
WEC（世界耐久選手権）のアストンマーティン・レーシング（2016年）

アリ・バタネンのコ・ドライバーとして1981年世界ラリー選手権（WRC）チャンピオンとなったデビッド・リチャーズが、1984年にイギリス・オックスフォード州に設立した。当初は4人だけの小さなワークショップだった。
以来ラリー・サーキット問わず広く活動し続けており、これまでにスバル、フォード、MINI、アストンマーティンなどの名義を与えられてレース活動を請け負ってきた。2025年現在は、W2RC（世界ラリーレイド選手権）にダチアとして参戦している。
なお巷では現在のヒュンダイ・モータースポーツ（HMSG）のWRC活動のマシン開発・チームオペレーションを行っているという説が流布されていたが、プロドライブ公式サイトには一切ヒュンダイWRCに関する記載は無く、誤りである。
日本では富士重工業（スバル）と組み世界ラリー選手権（WRC）でスバル・インプレッサの開発及びオペレーションを行っていた他、B・A・Rホンダにも2002〜2004年の間提携していたことで知られる。またタイヤメーカーブリヂストン系の自動車用品商社、ブリヂストンFVSによりプロドライブブランドのタイヤホイールやサスペンションなどの製品を販売している。

## ラリー/ラリークロス

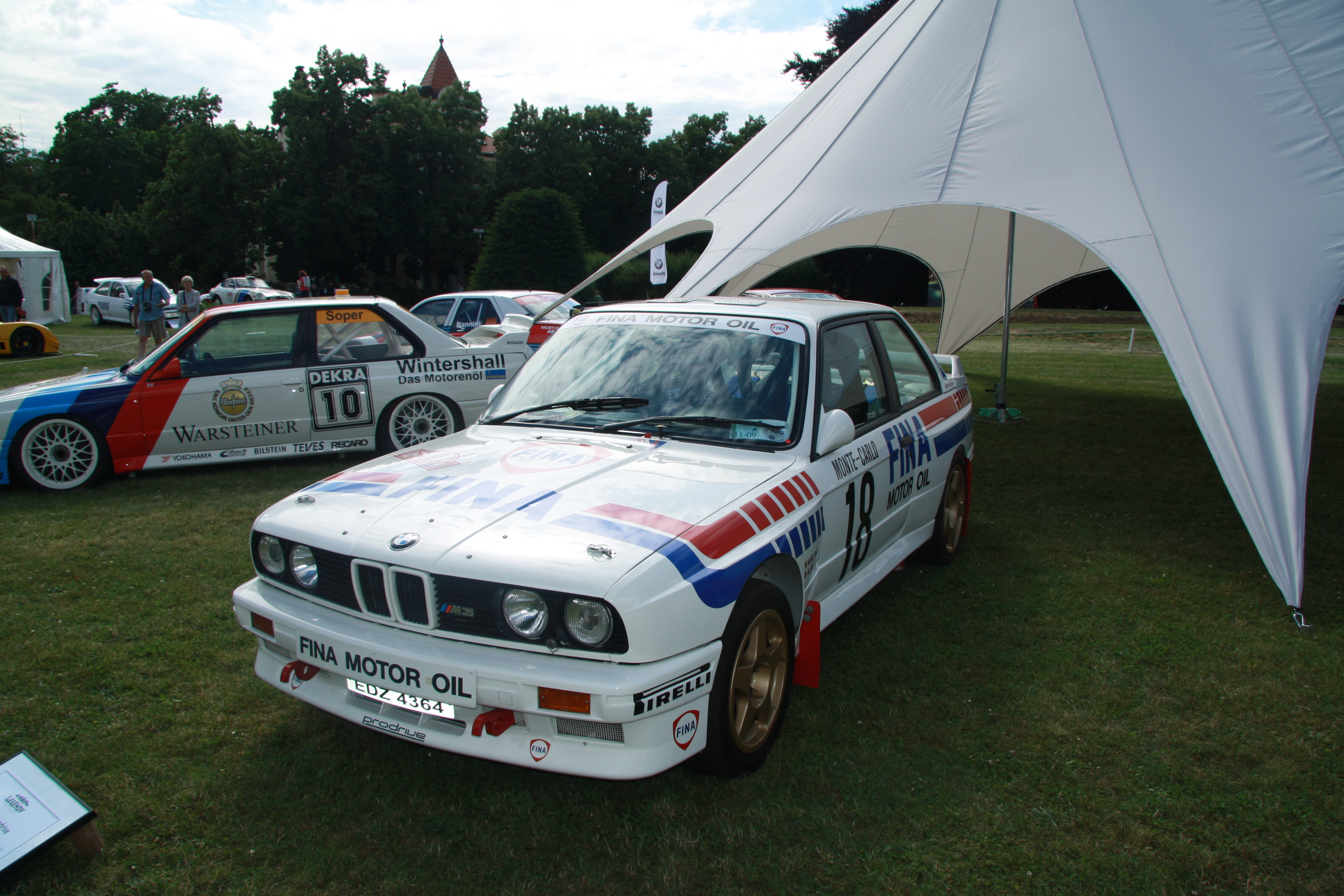
BMW・M3（1989年）

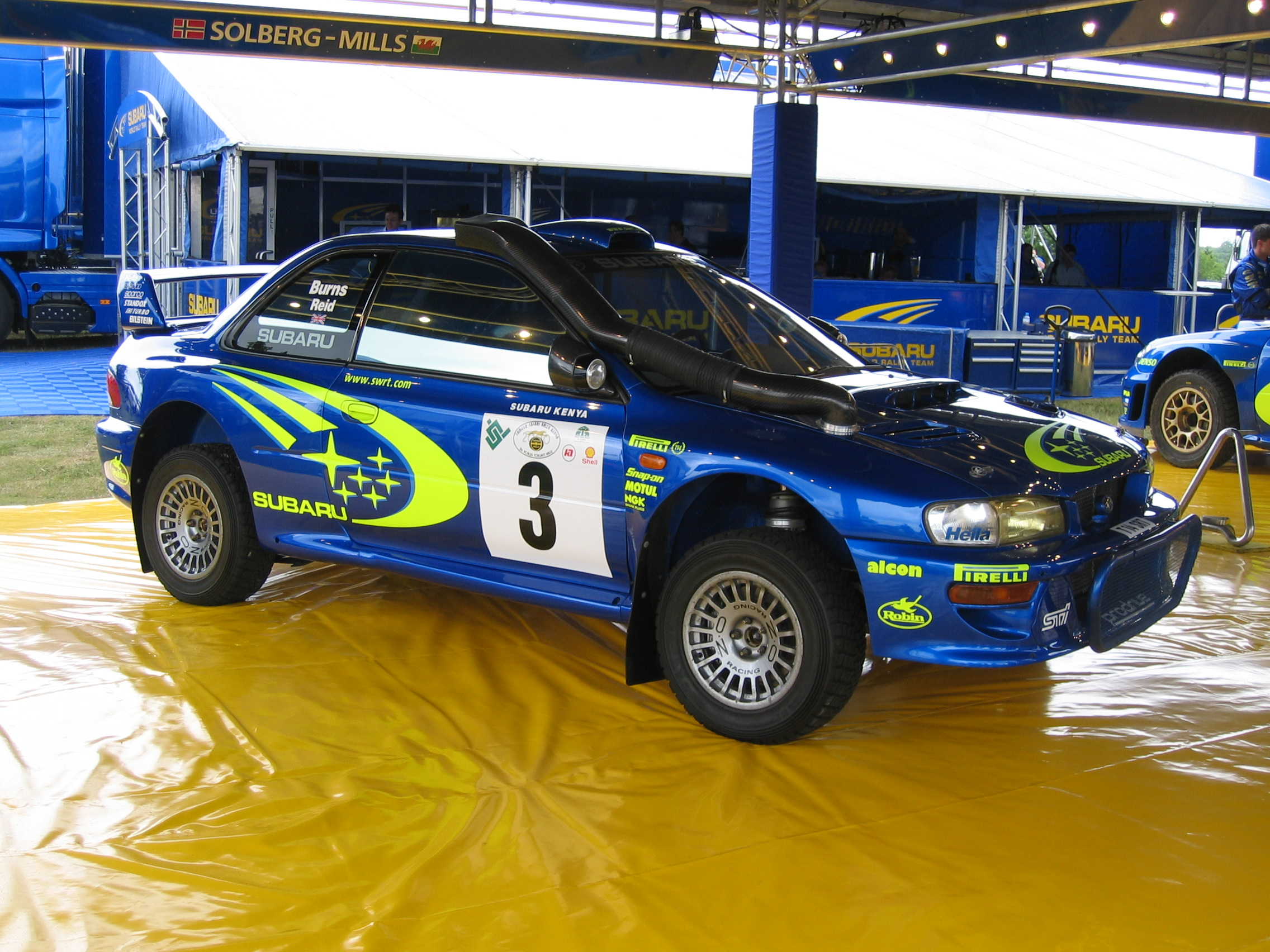
スバル・インプレッサWRC（2006年）

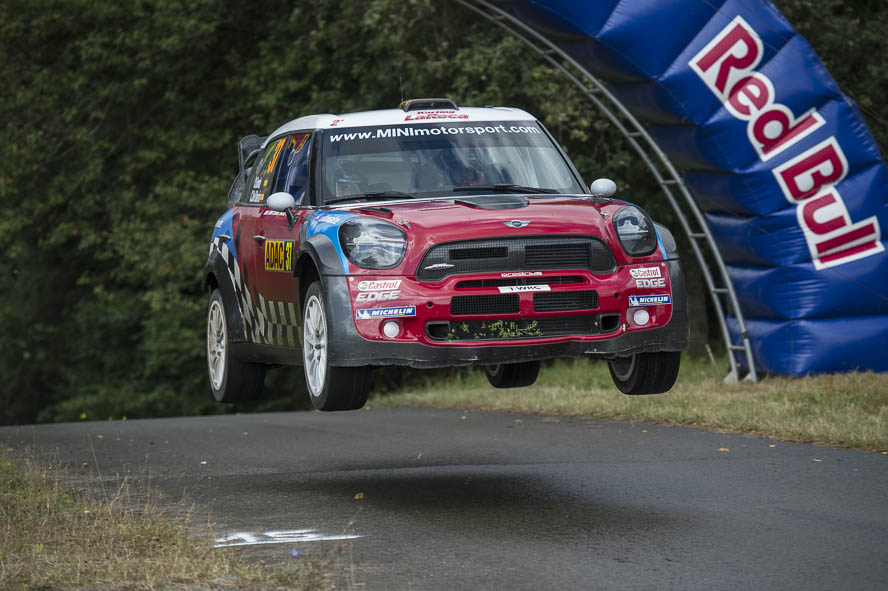
ミニ・ジョン クーパー ワークス WRC（2012年）

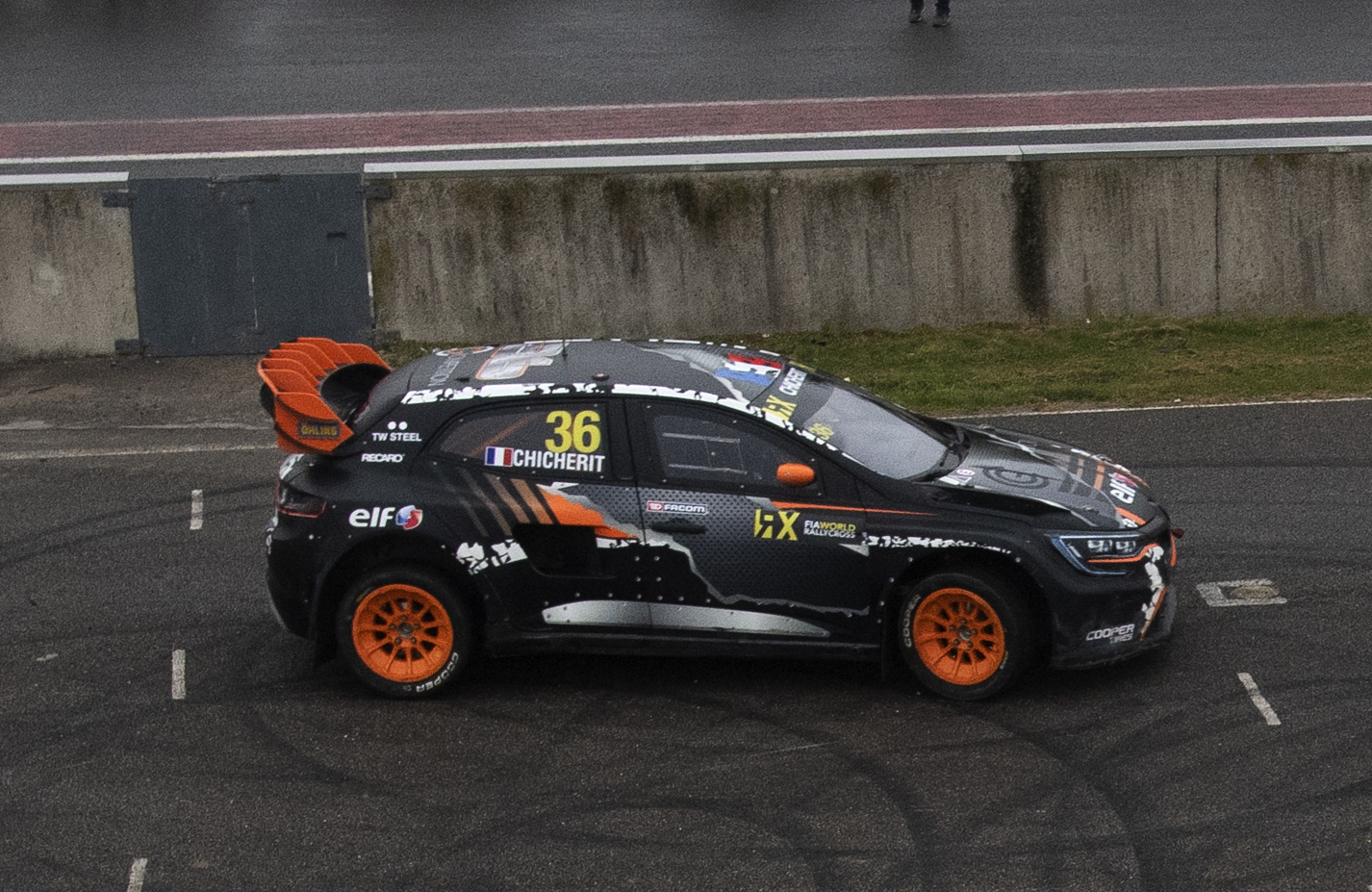
ルノー・メガーヌRXスーパーカー

リチャーズがラリー畑出身という関係もあって、設立当初よりプライベーターとしてラリーへの参戦を行っていた。1984年にはロスマンズの強力なバックアップのもと、中東ラリー選手権（MERC）開幕戦のカタールラリーでグループB仕様のポルシェ・911 SC RSで優勝し、サイード・アル‐ハジリがチャンピオンを獲得。これがプロドライブ史上初の競技における勝利・選手権獲得となった。その後はMGやBMWでラリーに挑戦。1987年にはツーリングカーレースのノウハウも活かしたFRのBMW・M3でツール・ド・コルスを制し、WRCで初の総合優勝を果たした。
1990年にはスバルと共同でWRCへの参戦を開始。当初はレガシィを用い、マルク・アレンやアリ・バタネン、コリン・マクレーをドライバーに起用して参戦し、1993年にはマクレーがスバルにWRC初優勝をもたらした。同年のシーズン途中からはインプレッサに車種を交代し、マクレーやカルロス・サインツ、リチャード・バーンズ、トミ・マキネン、ペター・ソルベルグらトップドライバーを起用し、2008年までWRCの主力チームの一つとして活躍していた。またスポーツ4WD技術を持たないシュコダ、セアトがWRカーを製作する際には、アクティブデフの技術提供もプロドライブが行っている。
WRCにおいてはスバルが2008年限りでワークス活動からの撤退を表明したが、その後もプロドライブ単独でプライベーターとしての活動を継続し、2009年にはマーカス・グロンホルムがスポット参戦ながら同チームから現役復帰した。
2011年からはBMWと組み、ミニをベースマシンとしてWRCに本格復帰。ダニ・ソルドをエースドライバーに立て、2012年のラリー・モンテカルロでは2位に入るなど徐々に成績を上げていた。しかし一方で活動資金不足に悩まされ、セカンドドライバーを固定できないなど多くの問題を抱えた結果、同年2月にはBMWとの関係が決裂しワークスとしての活動を終了、以後はプライベーターに戻ることになった。その後もしばらくBMWとの関係は継続し、同年11月には主にミニのWRC/スーパー2000用を想定した1.6Lターボエンジンを共同開発していることが明らかになっていたが、地域選手権のプライベーターに細々と供給される程度で、フェードアウトしていくこととなった。
結局2013年を最後に、プロドライブのWRC挑戦の記録は途絶えている。その後は中国ラリー選手権でフォルクスワーゲン・ゴルフのラリーカーを製造した。
2018年にはルノー・メガーヌの世界ラリークロス選手権用のマシンを開発し、ラリーレイドドライバーのゲラン・シシェリが立ち上げたGCコンペティションが運用する形で2021年まで参戦していた。

## ツーリングカー

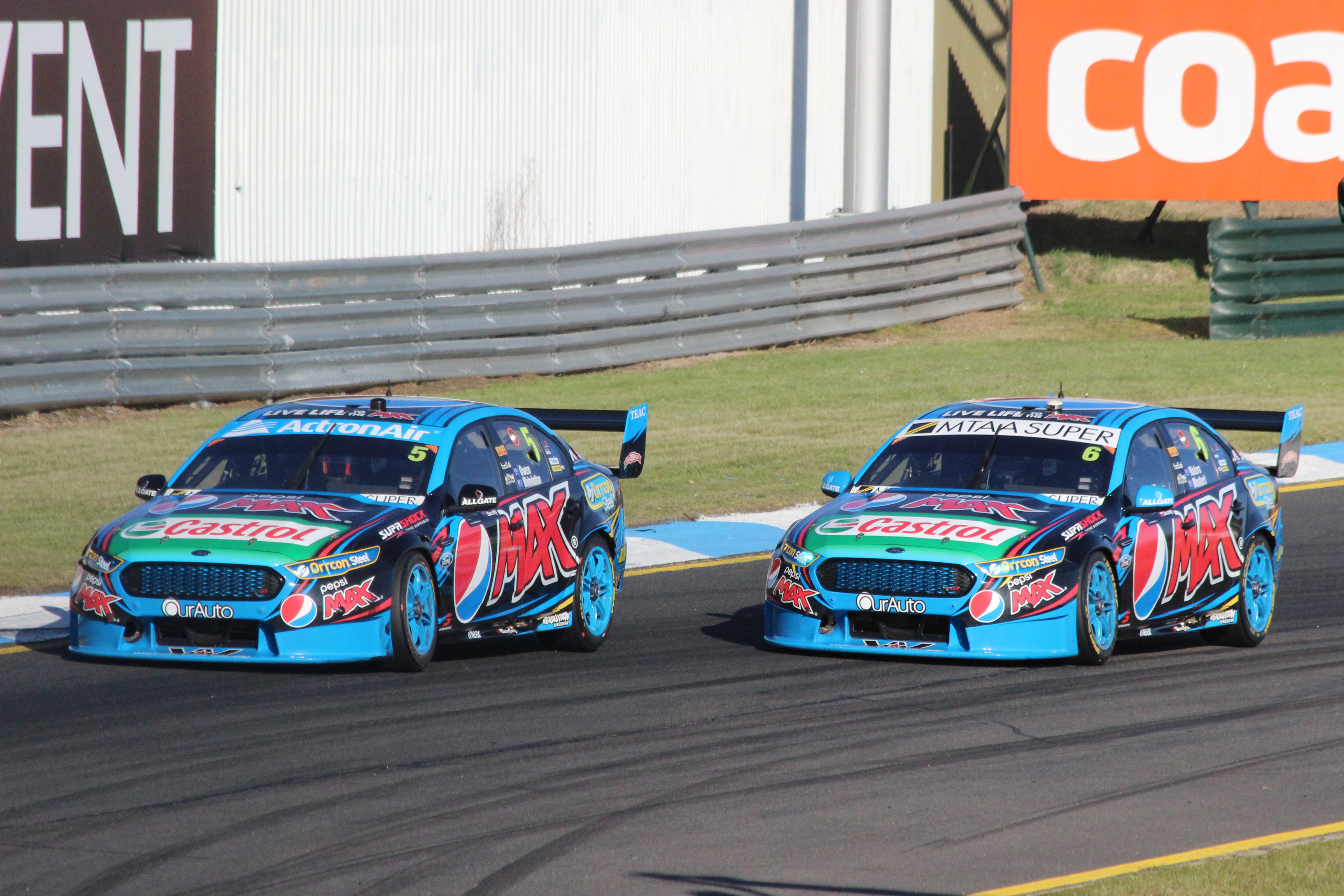
プロドライブ・レーシング・オーストラリアのフォード・FG Xファルコン

1987年にBMW・M3でイギリスツーリングカー選手権（BTCC）に参戦を開始し、1988年に総合のシリーズチャンピオン、1989年・1990年にもクラスチャンピオンを獲得した。その後もアルファロメオ・155やホンダ・アコードを走らせ、2000年に再びフォード・モンデオでシリーズチャンピオンを獲得している。
2003年にはV8スーパーカーのグレン・ストン・レーシングを買収してPRA（プロドライブ・レーシング・オーストラリア）を設立。以降、2015年にフォードがワークス参戦から撤退するまで「フォード・パフォーマンス・レーシング」を名乗って戦い、フォードの5度のマニュファクチャラーズタイトルに貢献した。なお2012年にはリチャーズは株式を他者に全て売却しており、その後も同チームはプロドライブの商標を使い続けてきたが、2018年には「ティックフォード」に改称された。

## ラリーレイド

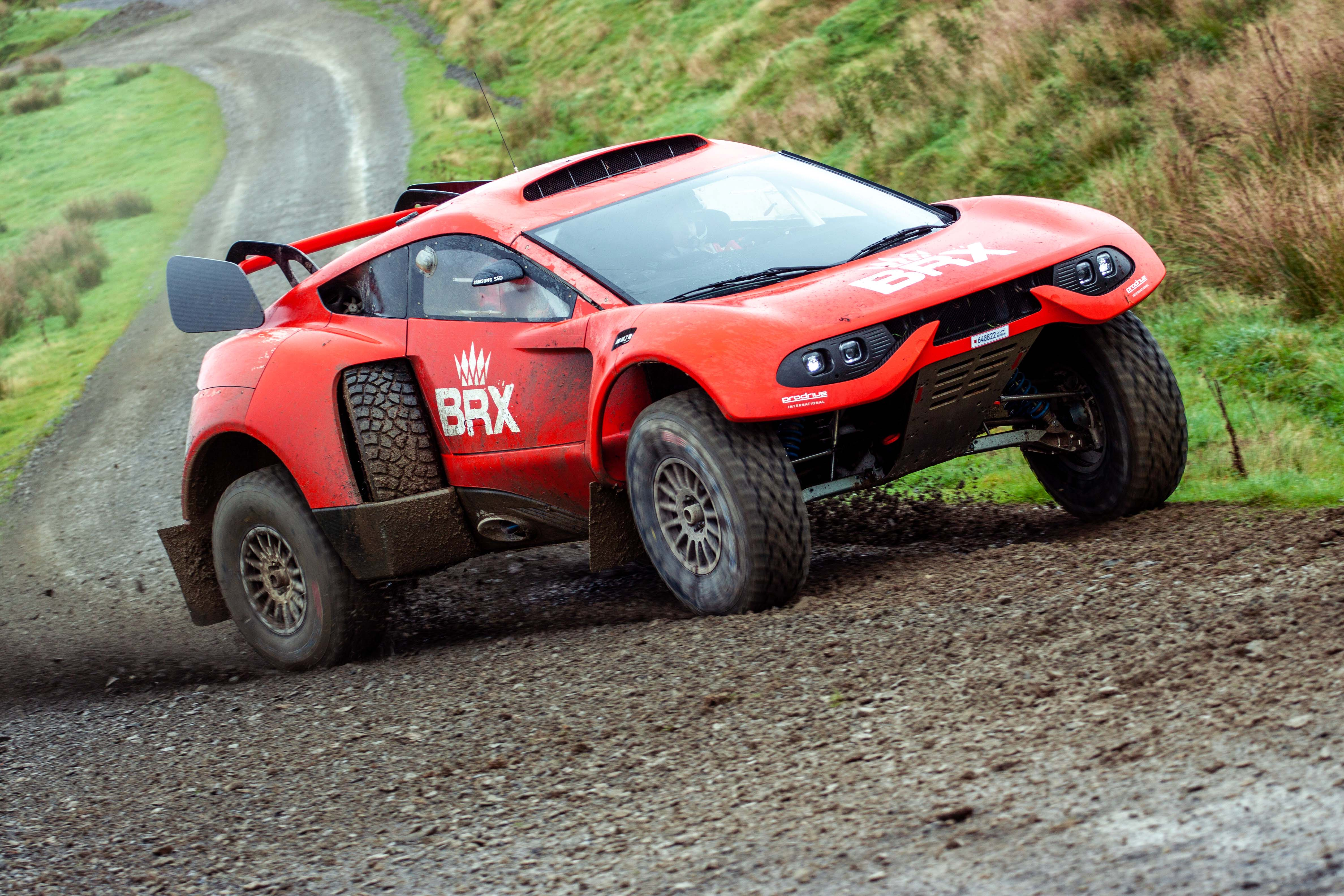
BRXハンターT1+をドライブするナニ・ロマ

2020年にバーレーン王国との共同事業によりラリーレイドマシンを開発することとなり、「プロドライブ・インターナショナル」を設立。バーレーン・レイド・エクストリーム（BRX）とのジョイントにより、2021年からのダカール・ラリーと2022年からのW2RC（世界ラリーレイド選手権）に、グループT1規定の4WDバギーである「ハンター」およびその改良版である「ハンターT1+」を投入して参戦。
独立系チームながら、セバスチャン・ローブがダカールとW2RCで総合2位の好成績を収めている。
2025年からダカールに復帰するダチアのワークスチームをオペレーションする。2024年ダカールのみプロドライブとして、それ以降のW2RCのイベントにはダチアとして参戦し、ナッサー・アル＝アティヤ/マシュー・ボウメル組がドライバーズ・ナビゲーター部門のタイトルを獲得した。

## スポーツカー耐久

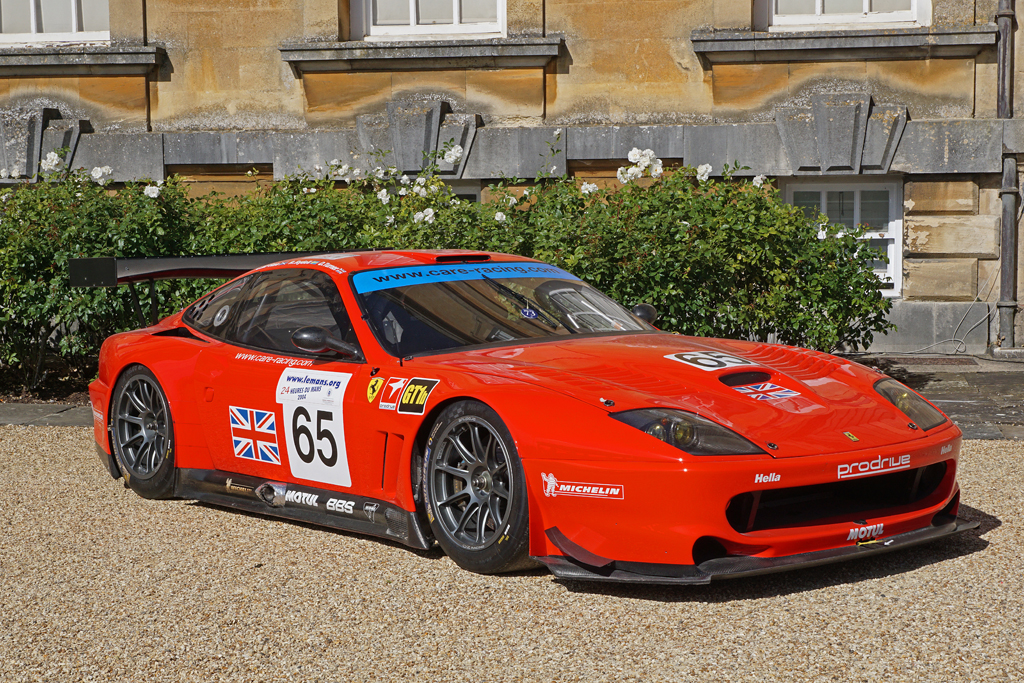
フェラーリ・550マラネロ（2004年）

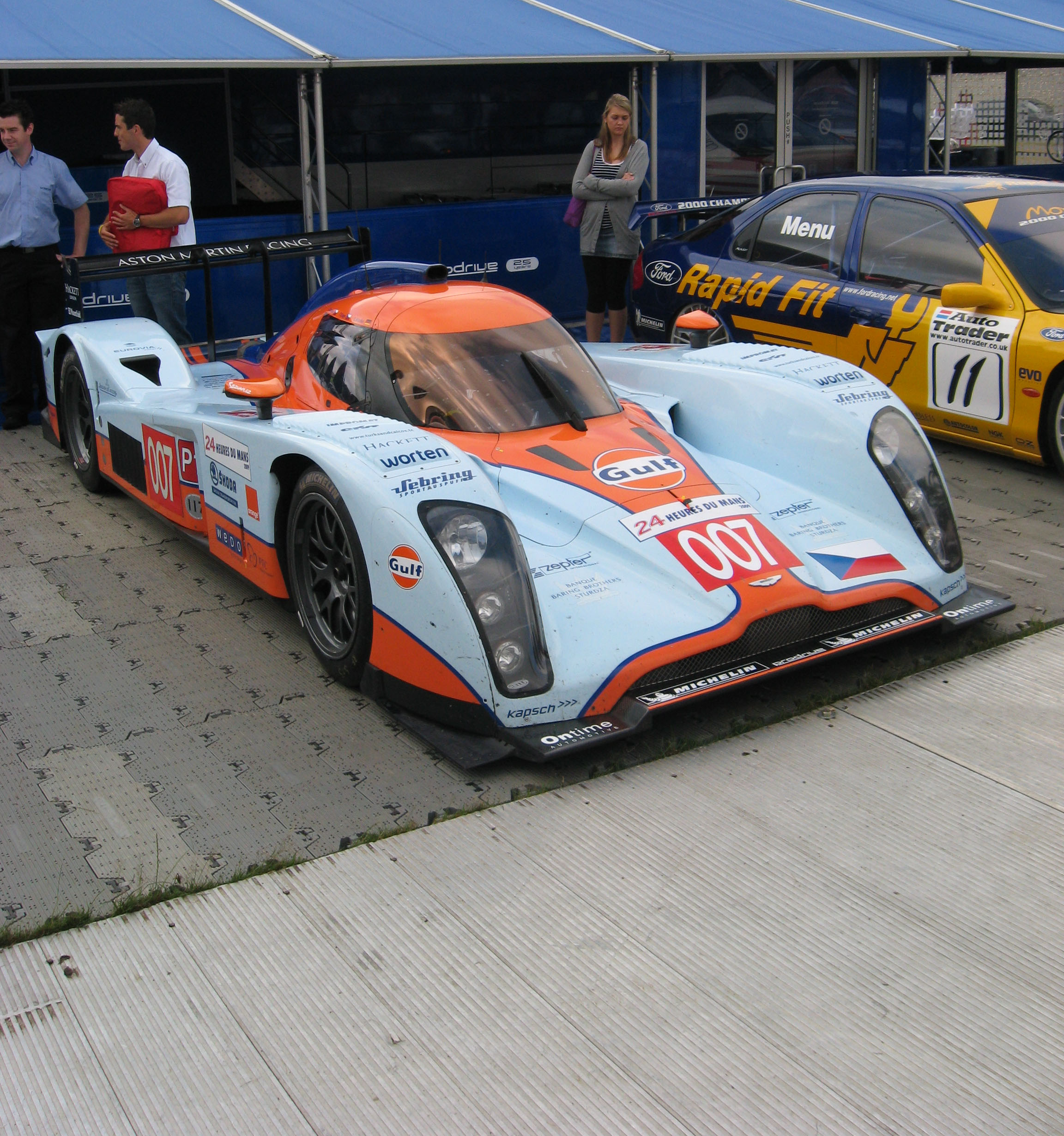
ローラ・アストンマーティン B09/60（2009年）

2001年にはフェラーリ・550マラネロでFIA GT選手権及びアメリカン・ル・マン・シリーズ（ALMS）への参戦を開始。以後FIA GT選手権及びALMSのGTSクラスでチャンピオン争いの常連となった。その後2004年にプロドライブはアストンマーティンと提携し、『アストンマーティン・レーシング』を結成。DB9をベースとした「DBR9」で翌2005年よりFIA GT選手権やル・マン24時間レースに参戦、2度のクラス優勝を挙げている。
2009年のLMP1車両であるローラ・アストンマーティン B09/60の開発協力や2011年のアストンマーティン・AMR-Oneの独自開発も担当したが、良いところ無く終わり、現在はLM-GTEに集中している。
AFコルセやポルシェなどを相手に、2014年のLM-GTEアマクラスでル・マン優勝とWECの同クラス王者、2016年にWECのLM-GTEプロクラス王者、2017・2020年ににル・マンのLM-GTEプロクラス優勝、2019-2020年LM-GTEマニュファクチャラーズタイトルなどの戦果を収めている。
2020年12月、アストンマーティンはF1参戦に集中する為、WECのヴァンテージ GTEでのワークス参戦を終了すると発表した。現在はアストンマーティンのカスタマーチームの支援を続けている。
2017年のWECオースティン戦でのクラス優勝が、プロドライブの全カテゴリにおける通算300勝目となった。
2023年の途中以降はワークス運営をハート・オブ・レーシングへと引き継ぐが、アストンマーティンでWECに参戦する日本のD'station RacingのパートナーのTFスポーツがシボレー陣営に転向した際は、TFスポーツに代わり同チームの運営のサポートを担った。

## F1

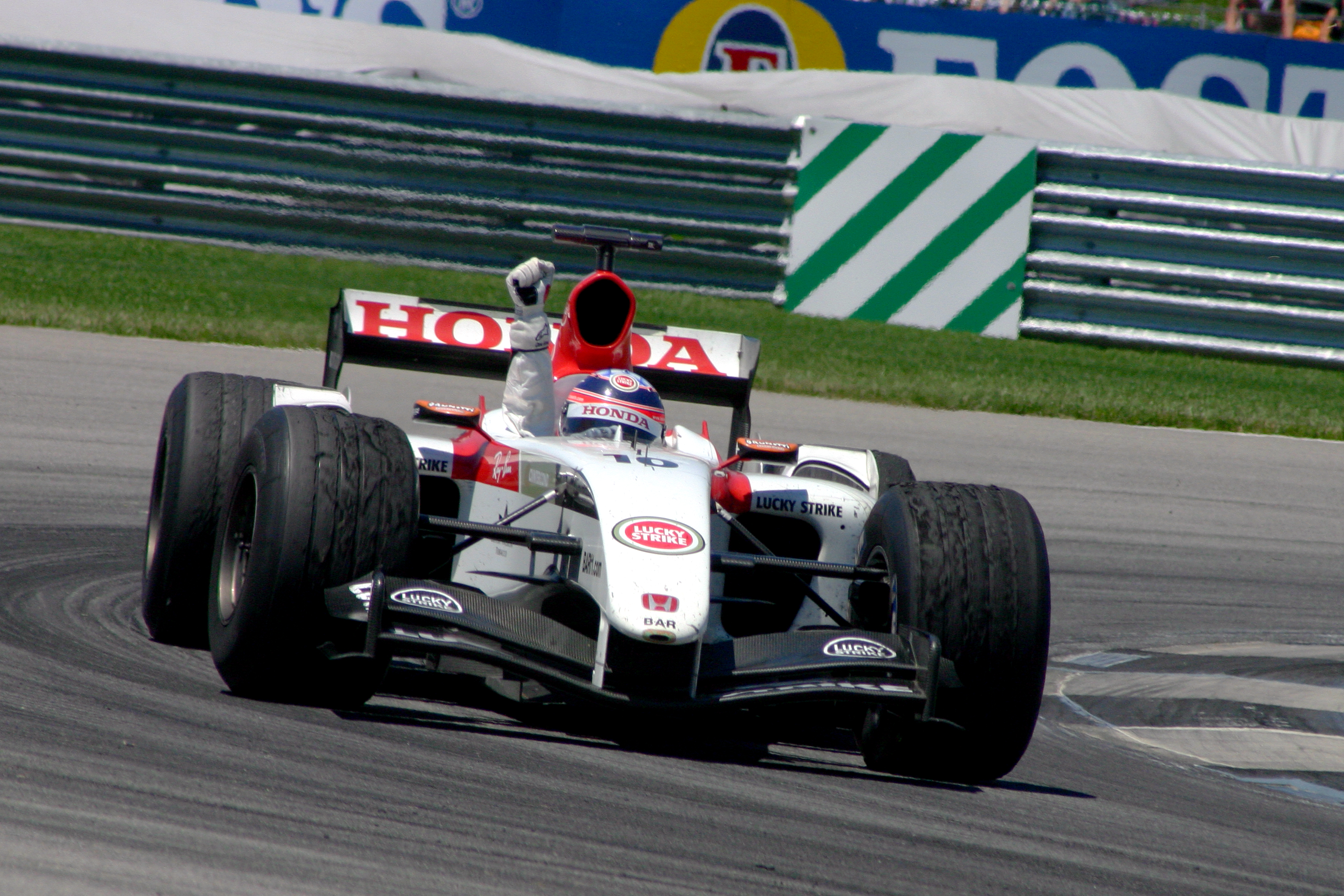
B・A・R 006（2004年）

F1との直接的な関わりは、1998年にデビッド・リチャーズがフラビオ・ブリアトーレの後任としてベネトン・フォーミュラのマネージングディレクターに招聘されたのが最初。同年末にリチャーズはベネトンから解雇されたため一旦F1の世界から離れるが、その後2001年末にリチャーズはB・A・Rホンダのチームマネージャーに就任し、以後2004年のシーズン終了までB・A・Rの運営に携わった。
2006年には、国際自動車連盟が2008年からF1に新規参戦するチームのエントリーを募ったことに対しエントリーの意思を表明し、唯一の新規エントリーチームとして2008年からの参戦を認められた。しかしその後、いわゆるコンコルド協定の改定を巡ってカスタマーシャシーの供給問題等が発生し2008年からのF1参戦が困難となったため、リチャーズはエントリー開始を2009年に先送りしたものの、その後も状況は改善せず、結局事実上の参戦断念に追い込まれた。
2009年4月に2010年からのアストンマーティンブランドでのF1参戦計画があること表明した。
これは2010年導入予定の「予算上限3000万ポンド（約43億円）規制」によって各チームの差が少なくなり、プライベーターでも勝てる可能性があると判断したためである。デビッド・リチャーズは「F1参入には最高なタイミングだ」と語っている。しかし、F1参戦は予算規制の導入される事が前提条件であるとも発表している。
しかし2009年のエントリーに漏れた以降F1参戦の話はなく、2018年にWECと世界ラリークロス選手権に参戦することでその可能性は消えた。

## その他

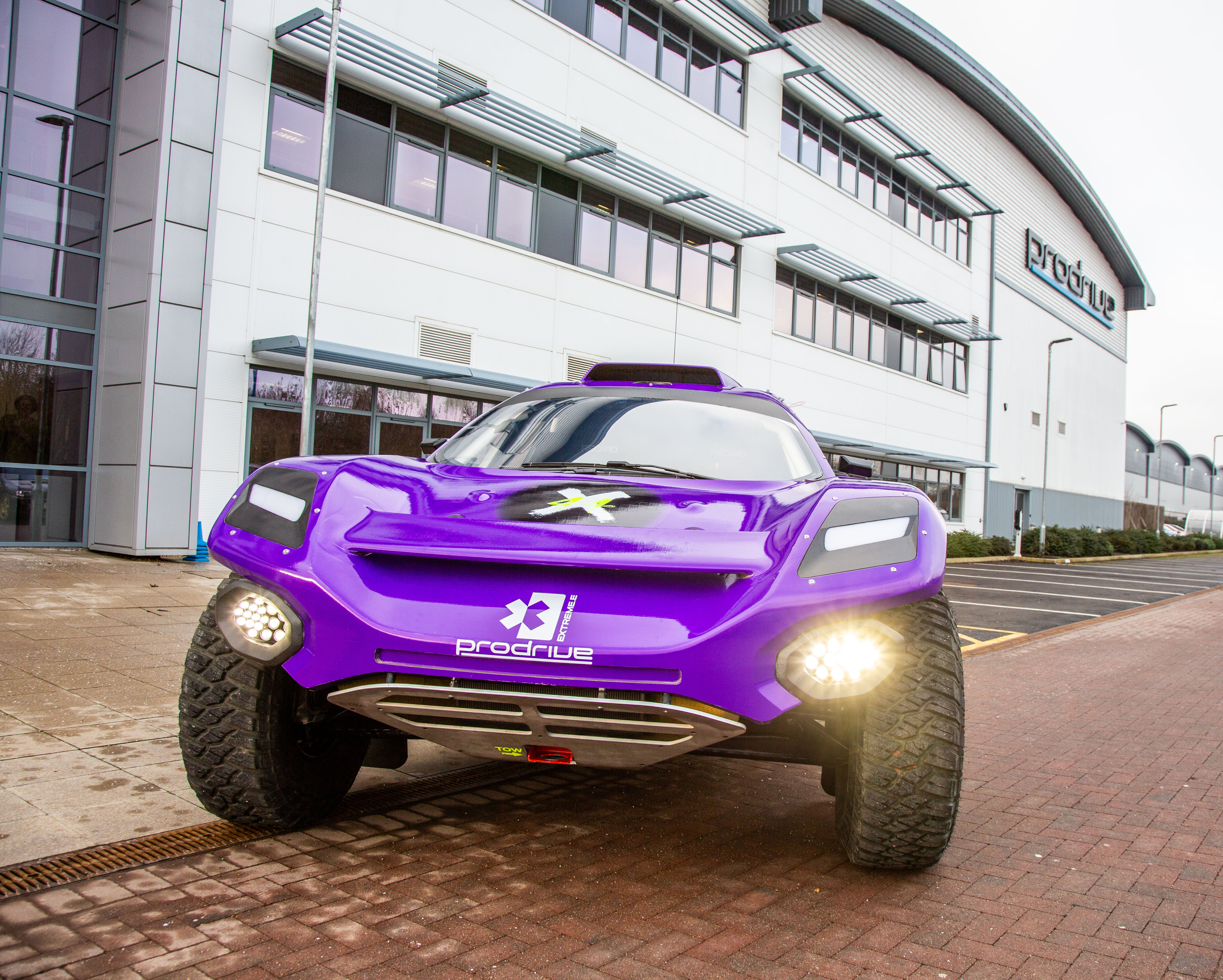
プロドライブ本社で撮られたチームX44の「オデッセイ21」

2006年にスバル・R1をベースとしたオリジナルスポーツカーとしてプロドライブ・P2を製作したが、これは試作だけに留まっている。
2007年にはデビッド・リチャーズらを中心とするグループがアストンマーティンを買収し（ただしプロドライブはこの買収には関わっていない）、アストンマーティンとの関係をより強固なものとしたが、2020年にローレンス・ストロール（投資家、ランス・ストロールの父）率いるグループがアストンマーティンの株式を取得し事実上傘下に収めたため、プロドライブとの関係は希薄化しつつある。
2021年開幕のエクストリームEに参戦する、英国人F1王者ルイス・ハミルトンのチームX44は、プロドライブとの提携により参戦している。2022年に同チームのセバスチャン・ローブ/クリスティーナ・グティエレス・エレーロ組がチャンピオンを獲得した。
2022年にダカールで総合2位表彰台を獲得したグループT1+車両のハンターを公道仕様に改造し、25台限定生産で125万ポンド（約2億円）で富裕層に向けて発売している。